# ونسکی، ساسکاچوان
ونسکی، ساسکاچوان (به انگلیسی: Vanscoy, Saskatchewan) یک منطقهٔ مسکونی در کانادا است که در ساسکاچوان واقع شده‌است.

## خصوصیات
ونسکی ۳۳۹ نفر جمعیت دارد.